# Aminata Charlene Traore
Aminata Charlene Traore (25 de febrero de 1999) es una deportista marfileña que compite en taekwondo. Ganó una medalla en los Juegos Panafricanos de 2019, y tres medallas en el Campeonato Africano de Taekwondo entre los años 2018 y 2022.

## Palmarés internacional
| Juegos Panafricanos | Juegos Panafricanos | Juegos Panafricanos | Juegos Panafricanos |
| Año                 | Lugar               | Medalla             | Categoría           |
| ------------------- | ------------------- | ------------------- | ------------------- |
| 2019                | Rabat (Marruecos)   | Medalla de bronce   | +73 kg              |
| Campeonato Africano |                     |                     |                     |
| Año                 | Lugar               | Medalla             | Categoría           |
| 2018                | Agadir (Marruecos)  | Medalla de bronce   | +73 kg              |
| 2021                | Dakar (Senegal)     | Medalla de oro      | +73 kg              |
| 2022                | Kigali (Ruanda)     | Medalla de plata    | +73 kg              |